# ライアンエアー・サン
 ライアンエアー・サン(Ryanair Sun)は、 ワルシャワに本社を置くポーランドの航空会社である。 アイルランドの航空会社、ライアンエア・ホールディングスの子会社であり、ライアンエア・ホールディングスの子会社であるライアンエアー、ライアンエアーUK、マルタエア及びラウダ・モーションとは姉妹会社の関係にある。 2017年に設立され、当初は定期便のないチャーター航空会社として位置付けられていたライアンエアー・サンは、ポーランドからのライアンエアーに代わって定期便の運航を開始した 。ライアンエアーは2019年3月に、ライアンエアー・サンが2019年秋にBuzzとしてリブランドされることを発表した 。

## 歴史

### チャーター航空会社としての初期運用
ライアンエアー・サンは2018年4月3日に、ポーランド民間航空局から航空輸送事業許可を取得した。 2018年4月23日に運航を開始し、2018年4月26日にポズナン・ジャウィカ空港からザキントス国際空港までのルートで最初の飛行が行われた。 ポズナンとヴロツワフでは、キャリアは既存の基地のインフラを使用するが、カトヴィツェとワルシャワでは拠点を新設した。同社の代表者は、ライアンエア・サンの保有機材5機すべてがポーランドの登録番号を受け取ると発表した。  2018年夏、ライアンエアーサンはSP-RSAとして登録されたボーイング737-800を1台運航した。 航空機はワルシャワ・ショパン空港からのチャーター便で使用された。 

### ライアンエアーの便の代行
2018年9月、ライアンエアーは2019年1月1日までにポーランドの拠点を閉鎖すると発表した。 運営はライアンエアー・サンに移管され、ライアンエアー・サンは親会社に代わって運営を行う。 運航乗務員と客室乗務員はライアンエアで冗長化され、ポーランドに本拠を置く航空会社ワルシャワ航空の自営業請負業者として申請するオプションが与えられた。  2018年10月下旬、当時唯一のライアンエアー・サンの航空機SP-RSAは、ワルシャワ・ショパン空港からチャーター業務を停止した。 その後、同機はワルシャワ・モドリン空港のライアンエアの便に取って代わり、現在は親会社に代わって定期運航を行っている。 2018年11月から、ライアン航空が運営していたいくつかのボーイング737について、アイルランドからポーランドのレジストリに変更し、現在、ポーランドからの定期便は親会社に代わってライアンエアー・サンが運航している。 

### Buzzへのブランド変更
ライアンエアーは、2019年3月に、2019年秋から航空会社の名前をBuzzに変更すると発表した。 バズは、2003年4月にKLMからライアンエアが購入した英国の格安航空会社の名前であった。 バズはまたポーランドから、定期便およびチャーター便を運営し、保有機材である17機のボーイング737-800を2019年夏までに25機に拡大することを目指している

## 保有機材

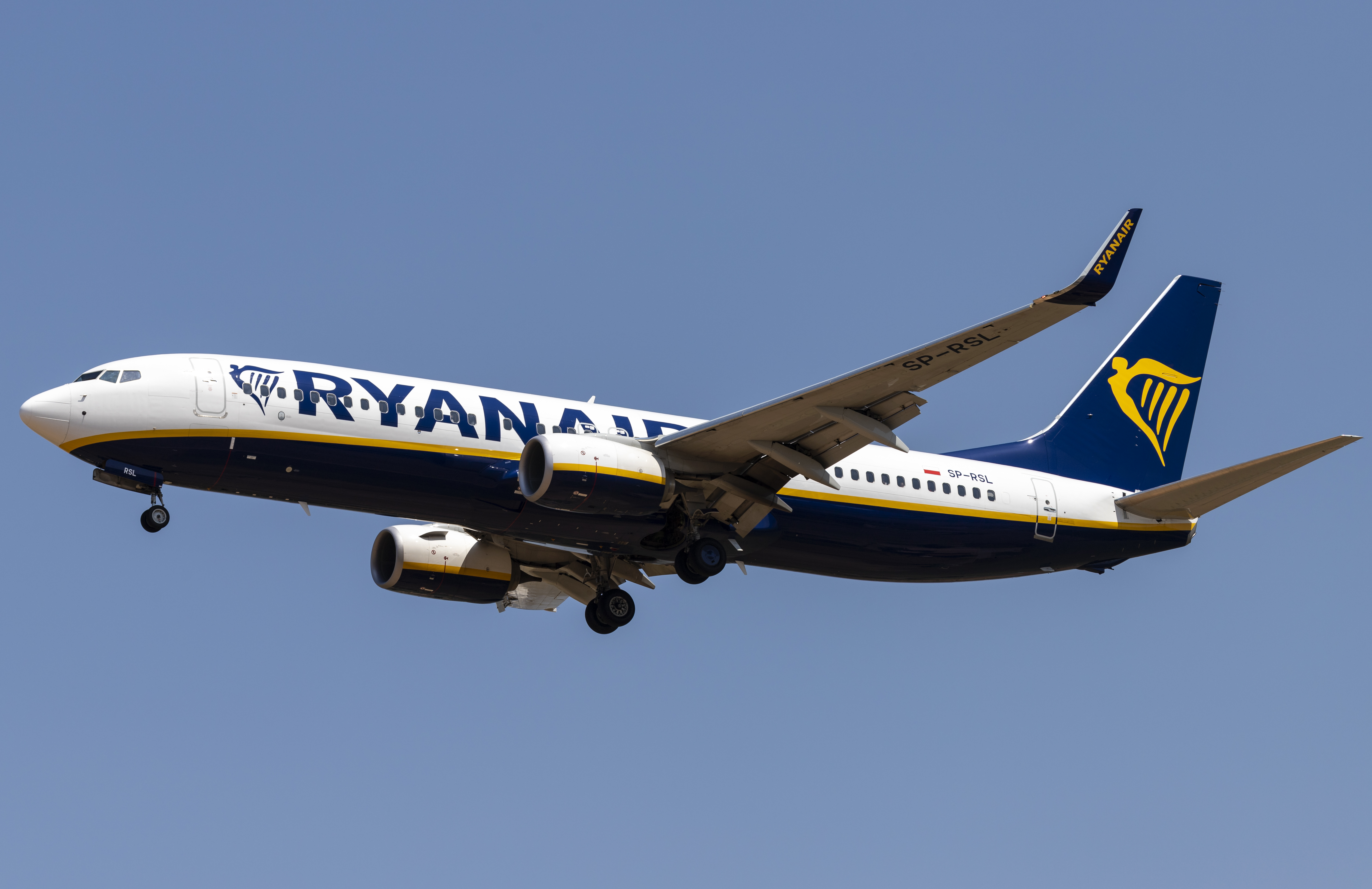
2019年7月にパルマデマヨルカ空港に接近するライアンエアサンボーイング737-800

2019年5月現在、ライアンエア・サンの保有機材は次の通り。
- ボーイング737-800　（189席）　24機